# 滕塔
滕塔（Tenta）是埃塞俄比亞北部阿姆哈拉州南沃洛地區的小鎮，座標11°19′N 39°15′E / 11.317°N 39.250°E，海拔2,972米。根據埃塞俄比亞中央統計局2005年人口普查的資料，滕塔人口約4,022，其中男性1,996人，女性2,026人。